# Залесе-Красенське
Залесе-Красенське (пол. Zalesie Krasieńskie) — село в Польщі, у гміні Рейовець-Фабричний Холмського повіту Люблінського воєводства.
Населення — 52 особи (2011).

## Демографія
Демографічна структура станом на 31 березня 2011 року:
|          | Загалом | Допрацездатний вік | Працездатний вік | Постпрацездатний вік |
| -------- | ------- | ------------------ | ---------------- | -------------------- |
| Чоловіки | 22      | 3                  | 14               | 5                    |
| Жінки    | 30      | 8                  | 13               | 9                    |
| Разом    | 52      | 11                 | 27               | 14                   |